# Peter Rachic
Peter Rachic, ou probablement Petar Račić dans une forme non francisée, est un footballeur yougoslave né le 11 octobre 1943 à Karlovac (Croatie). 
Ce joueur évolue comme attaquant, notamment à Troyes et Fontainebleau dans les années 1970.

## Carrière de joueur
- Étoile Rouge Belgrade[réf. nécessaire]
- 1971-1973 :  Troyes AF
- 1973-1976 :  EB Fontainebleau N[1],[2]
- 1976-1978 :  US Melun